# Forward Morges Hockey Club
 (janvier 2014).
Si vous disposez d'ouvrages ou d'articles de référence ou si vous connaissez des sites web de qualité traitant du thème abordé ici, merci de compléter l'article en donnant les références utiles à sa vérifiabilité et en les liant à la section « Notes et références ».
Le Forward Morges Hockey Club est un club de hockey sur glace de la ville de Morges dans le canton de Vaud en Suisse créé en 1956. En 2016, il fusionne avec le Star Lausanne HC pour créer Star-Forward.

## Histoire du club
Le club a été fondé en 1956 sous le nom de HC Chigny-Vufflens et c'est en 1961 qu'il reçut le nom de Forward Morges HC. Il a évolué en LNB de 1970 à 1978 et de 2004 à 2005. Il a connu comme présidents : Willy Imhof (1957-1960), André Perey (1960-1968), Roger Bataillard (1968-1971), M. Bélaz (1971-1974), François Vuffray (1974-1975), Jean-Gabriel Anken (1975-1978), S. Pasquini (1978-1980), A. Duvoisin (1980-1981), A. Sauer (1981-1983), P. Meyer (1983-1987), P.-A. Mercier (1987-1990), Jean-Jacques Joosevel (1990-1993), Yves Golaz (1993-1995), Eric Parisod (1995-1997), Yves Golaz (1997-1998), Thierry Lander (1998-2006), Olivier Haberthür (2006-2011), Eric Parisod (2011- ).
Il évolue en 1e ligue et est entrainé par Laurent Perroton.  Le comité actuel est le suivant : président - Eric Parisod, vice-président Stéphane Pasche, directeur administratif et technique - Louis Christoffel, responsable du mouvement juniors et coordinateur - Olivier Keller, marketing et events - Christian Ponti.

## Bilan saison par saison

### Anciennes saisons
- Saison 1995-1996 : premier du groupe 6 de 2e ligue et promotion en 1re ligue.
- Saison 1996-1997 : septième du groupe 3 de 1re ligue, défaite en demi-finale de groupe contre Viège.
- Saison 1997-1998 : huitième du groupe 3 de 1re ligue, défaite en quart de finale de groupe contre Sierre.
- Saison 1998-1999 : huitième du groupe 3 de 1re ligue.
- Saison 1999-2000 : cinquième du groupe 3 de 1re ligue.
- Saison 2000-2001 : dixième du groupe 3 de 1re ligue.
- Saison 2001-2002 : deuxième du groupe 3 de 1re ligue, défaite en demi-finale de groupe contre Star Lausanne.
- Saison 2002-2003 : troisième du groupe 3 de 1re ligue, défaite en finale de groupe contre Star Lausanne.
- Saison 2003-2004 : premier du classement du groupe 3 de 1re ligue et promotion en LNB. Deuxième place des finales suisses derrière Dübendorf et devant Unterseen-Interlaken.
- Saison 2004-2005 : sixième du championnat de LNB. Éliminé en quart de finale contre Sierre.
- Saison 2005-2006 : à la suite de la faillite, l'équipe ne finit pas le championnat de LNB.
- Saison 2006-2007 : première saison post-faillite. L'équipe finit première de son groupe en 2e ligue, mais perd en finale de play-off contre Villars, malgré le retour de Frank Monnier pour le dernier match.
- Saison 2007-2008 : première place du groupe, mais défaite en demi-finale contre Meyrin.
- Saison 2008-2009 : première place du groupe, mais défaite en finales de promotion contre Uni Neuchâtel.
- Saison 2009-2010 : première place du groupe pour la quatrième saison consécutive, mais défaite en finale du groupe contre Meyrin.
- Saison 2010-2011 : première place du groupe pour la cinquième saison consécutive, victoire en finale du groupe contre Meyrin et en finale romande contre le EHC SenSee.

## Anciens entraîneurs
- Ștefan Ionescu (1982–1984)
- Jacques Galley